# Stomopogon acuta
Stomopogon acuta är en tvåvingeart som beskrevs av Malloch 1934. Stomopogon acuta ingår i släktet Stomopogon och familjen husflugor. Inga underarter finns listade i Catalogue of Life.